# 仙台市立北中山小学校
仙台市立北中山小学校（せんだいしりつ きたなかやましょうがっこう）は、宮城県仙台市泉区北中山二丁目にある公立小学校。通称は「北小」（きたしょう）。

## 概要
周辺地域の人口増加に伴い、仙台市立南中山小学校から分離独立する形で1992年（平成4年）に開校した。

## 学区
- 北中山、西中山、実沢の一部、
  - 学区内には宮城県立光明支援学校があり、交流活動が盛んに行われている。

## 沿革
- 1992年（平成4年）
  - 4月1日 - 開校告示。
  - 4月6日 - 開校式挙行（第2学年から第6学年児童328名）。
  - 4月8日 - 第1回入学式挙行。最初の新入生は81名。
  - 8月27日 - プール完成。
  - 11月2日 - 開校記念日制定。
  - 11月21日 - 校歌制定披露発表会開催。
- 1993年（平成5年）3月18日 - 第1回卒業式挙行。最初の卒業生は68
- 1994年（平成6年）
  - 1月31日 - 児童会旗披露。
  - 2月28日 - 児童会の歌披露。
  - 11月2日 - 開校3年記念誌発刊。
- 1998年（平成10年）3月30日 - プレハブ校舎設置工事（3教室）。
- 2000年（平成12年）3月31日 - コンピュータ室設置。
- 2002年（平成14年）
  - 10月17日 - 創立十周年記念植樹。
  - 10月23日 - 創立十周年記念コンサート開催。
  - 11月1日 - 創立十周年記念式典挙行し、創立十周年記念誌発刊。
- 2005年（平成17年）
  - 3月31日 - ひろびろトイレ、スロープ設置工事完成。
  - 10月14日 - 校内LAN工事完了。
- 2011年（平成23年）
  - 3月11日 - 東日本大震災発生。
  - 7月 - この月から、河川整備基金助成事業（震災対応）として、七北田川での総合学習実施。
- 2012年（平成24年）10月26日 - 創立20周年事業記念式典挙行。
- 2013年（平成25年）2月19日 - 災対応型太陽光発電システム整備。
- 2016年（平成28年）
  - 3月26日 - 仮設校舎建設工事完了。
  - 8月2日 - 校庭東側改修工事完了。
- 2017年（平成29年）
  - 1月10日 - 体育館身障者用トイレ工事完了。
  - 7月26日 - 校内LANパソコン更新し、タブレット（40台）導入。
- 2018年（平成30年）
  - 1月5日 - 校舎大規模改修工事開始。
  - 1月22日 - 校庭改修工事開始。
  - 4月24日 - 校庭改修工事終了。
- 2019年（平成31年）1月31日 - 校舎大規模改修工事終了し、正式引き渡し。
- 2022年（令和4年） - 創立30周年。

## 教育目標
自ら学び自ら考え、心豊かにたくましく生きる児童の育成を図る。

## 卒業後の進路
- 南中山中学校へ進学する。

## 出身者
- かっつー　（YouTuber）

## 所在地
- 宮城県仙台市泉区北中山二丁目27番5号